# 茹伊陶
茹伊陶，是匈牙利包尔绍德-奥包乌伊-曾普伦州所辖的一个村。总面积6.77平方公里，总人口169，人口密度25.0人/平方公里（2011年1月1日）。